# Танок кісток
«Танок кісток» (англ. Bone Dance) — фантастичний роман 1991 року американської письменниці Емми Булл, який описують як фентезі, жорстку наукову фантастику та кіберпанк. Роман був номінований на премії Г'юґо, Неб'юла та Всесвітню премію фентезі у 1992 році.

## Місце дії
Хоча місто, у якому відбуваються події роману «Танець кісток», не назване, воно здається зміненим кліматично Міннеаполісом — містом, яке слугувало місцем дії першого роману автора «Війна за дуби». У романі присутні посилання на Таро (кожна з десяти частин названа на честь однієї з карт) і вуду Луїзіани. Підзаголовок роману «Фентезі для технофілів» виправдовується центральною роллю різних пристроїв, особливо електронних. Події відбуваються у постапокаліптичному майбутньому після ядерного конфлікту між Північною та Південною Америками. Навички з ремонту й утримання врятованих артефактів, а також самі ці артефакти, є цінними. Головний персонаж, Спарроу (Горобець), заробляє на життя, торгуючи своїми вміннями та продаючи знайдені артефакти. Спарроу — біоінженерна людина, хоча це стає очевидним лише у середині книги.

## Сюжет
У початковій сцені Спарроу не може згадати події попередніх 36 годин. Прокинувшись у незнайомому місці з новими ранами, вона відчуває сильне бажання з'ясувати, що сталося. Під час пошуків відповідей вона отримує загадкове читання Таро від подруги Шерреї, потрапляє в полон до мертвого чоловіка, якого анімував дух, схожий на Лоа, і знайомиться з громадою, що сповідує вуду. Вони прагнуть змінити або навіть скинути чинний порядок у місті. Головний антагоніст роману — персонаж, який був ключовою фігурою в міжконтинентальній війні. Інший персонаж, який прагне помсти, також належить до касти «Вершників» — модифікованих людей, здатних переносити свою свідомість з одного тіла в інше.
Друга половина історії розповідає про поступову трансформацію Спарроу, яка прагне стати повноцінною людиною та частиною спільноти. Закінчується роман тим, що виявляється: вся розповідь була її автобіографією.

## Відгуки й нагороди
«Танок кісток» вважається твором, що порушує жанрові та гендерні межі. Місце дії поєднує елементи фентезі з жорсткою науковою фантастикою, а головний герой розмиває межі гендерної ідентичності. Вчена Вероніка Голлінгер назвала роман «феміністичним переробленням кіберпанку 1980-х років», порівнюючи його тон з романом Вільяма Гібсона «Нейромант». Роман використовує кіберпанкові мотиви, такі як контроль над розумом і генною інженерією, щоб дослідити тему гендерної ідентичності. Формування особистості Спарроу було описано академіком Джейн Донаварт як схоже на особистість Франкенштайна в романі Мері Шеллі.
«Танок кісток» був номінований на численні премії, включаючи Г'юго, Локус, Неб'юлу та Всесвітню премію фентезі, а також отримав особливе визнання на церемонії вручення премії Філіпа К. Діка.